# Konstantin Stanislavski

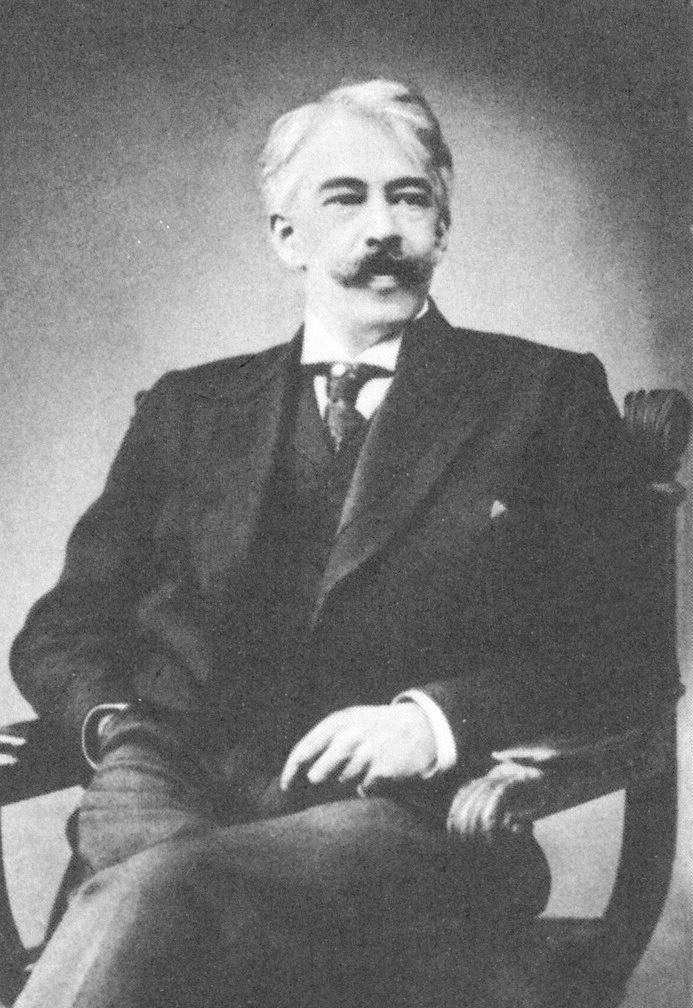
Konstantin Stanislavski

Konstantin Sergejevitsj Stanislavski (Russisch: Константин Сергеевич Станиславский) (Moskou, 17 januari [O.S. 5 januari] 1863 – aldaar, 7 augustus 1938) was een Russische acteur, regisseur en theatertheoreticus. Zijn leven lang onderwierp hij zijn eigen toneelspel aan een proces van diepgaande artistieke zelfanalyse en reflectie. Hij ontwikkelde een theoretische basis voor het acteren, waarbij de repetitieperiode dient voor creatieve ontplooiing. Stanislavski’s werk was belangrijk voor de ontwikkeling van het sociaal realisme in de Sovjet-Unie en het psychologisch realisme in de Verenigde Staten. Hij schreef verschillende standaardwerken, zoals Lessen voor acteurs,
Een acteur aan het werk met een rol en zijn autobiografie Mijn leven in de kunst.

## De beginjaren
Stanislavski werd als Konstantin Sergejevitsj Aleksejev (Russisch: Константи́н Серге́евич Алексе́ев) geboren. Hij groeide op in een van de rijkste families van Rusland. De Aleksejevs waren zeer actief in het culturele leven van Moskou. Als kind raakte Konstantin al geïnteresseerd in het circus, het ballet en het poppenspel. 
In 1877 werd zijn vader benoemd tot hoofd van de Kamer van Koophandel in Moskou (een van de belangrijkste en invloedrijkste banen in de stad). In datzelfde jaar liet hij een volledig uitgerust theater bouwen op zijn landgoed Ljoebimovka. Daar speelde de jonge Stanislavski zijn eerste voorstelling.
Het voornemen om acteur te worden was taboe voor iemand uit zijn maatschappelijke klasse in Rusland. Tot dan toe waren acteurs lijfeigenen van de Russische adel. De Aleksejevs waren rijk en hadden fabrieken. Tot de Russische Revolutie in 1917 gebruikte Stanislavski zijn rijkdom om theaterexperimenten te financieren. Maar om zijn familie niet verder te bruuskeren verscheen hij, tot zijn 33e, alleen als amateur toneelregisseur/acteur op het toneel.
Stanislavski was een toneelnaam die hij in 1884 aannam om zijn toneelactiviteiten voor zijn ouders verborgen te houden.

Vanaf dat moment begon hij ook aantekeningen te maken, in kladblokken, over alle aspecten van het acteren. Deze notities vormden de basis voor zijn speelmethode. In 1888 trouwde hij met onderwijzeres Maria Perevosjtsjikova en zij volgde haar man in zijn studie naar het toneelspel.

## Vroege invloeden
Stanislavski vond zijn inspiratie niet bij zijn Russische tijdgenoten, maar wel bij de oudere generatie van het Russisch realisme zoals Gogol. Volgens Stanislavski had het toneel een morele opdracht: het moest het publiek beschaven en opvoeden. Hij moest echter niets weten van het naturalisme als speelstijl. Hij vond het een ongenuanceerde, oppervlakkige weergave van de realiteit.
Stanislavski was van mening dat een acteur zoveel mogelijk met zijn toneelrol moest proberen samen te vallen.
Zo testte hij bepaalde karakters in het echte leven uit, door zichzelf als zwerver of dronkenlap te vermommen en als dit personage een spoorwegstation te bezoeken. Ook verkleedde hij zich als zigeuner die de toekomst kon voorspellen.
Vanaf 1884 kreeg hij zangles op het Conservatorium van Moskou van Fjodor Petrovitsj Komissarzjevski , een tenor van het Bolsjojtheater, met wie hij de coördinatie tussen stem en lichaam verkende. Samen ontwikkelden zij oefeningen om te bewegen en te zitten op een ritmische manier. Later zou hij deze lessen in lichamelijke ritmiek ook gebruiken bij operazangers.
Komissarzjevski stond model voor de rol van Tortsov, een van karakters uit Een acteur aan het werk dat Stanislavski schreef. In dit lesboek voor acteurs is Tortsov de acteur en regisseur die verkeerde denkbeelden van studenten aan de kaak stelt en hen leert om eerlijk en realistisch te acteren.

## Het Moskous Kunsttheater

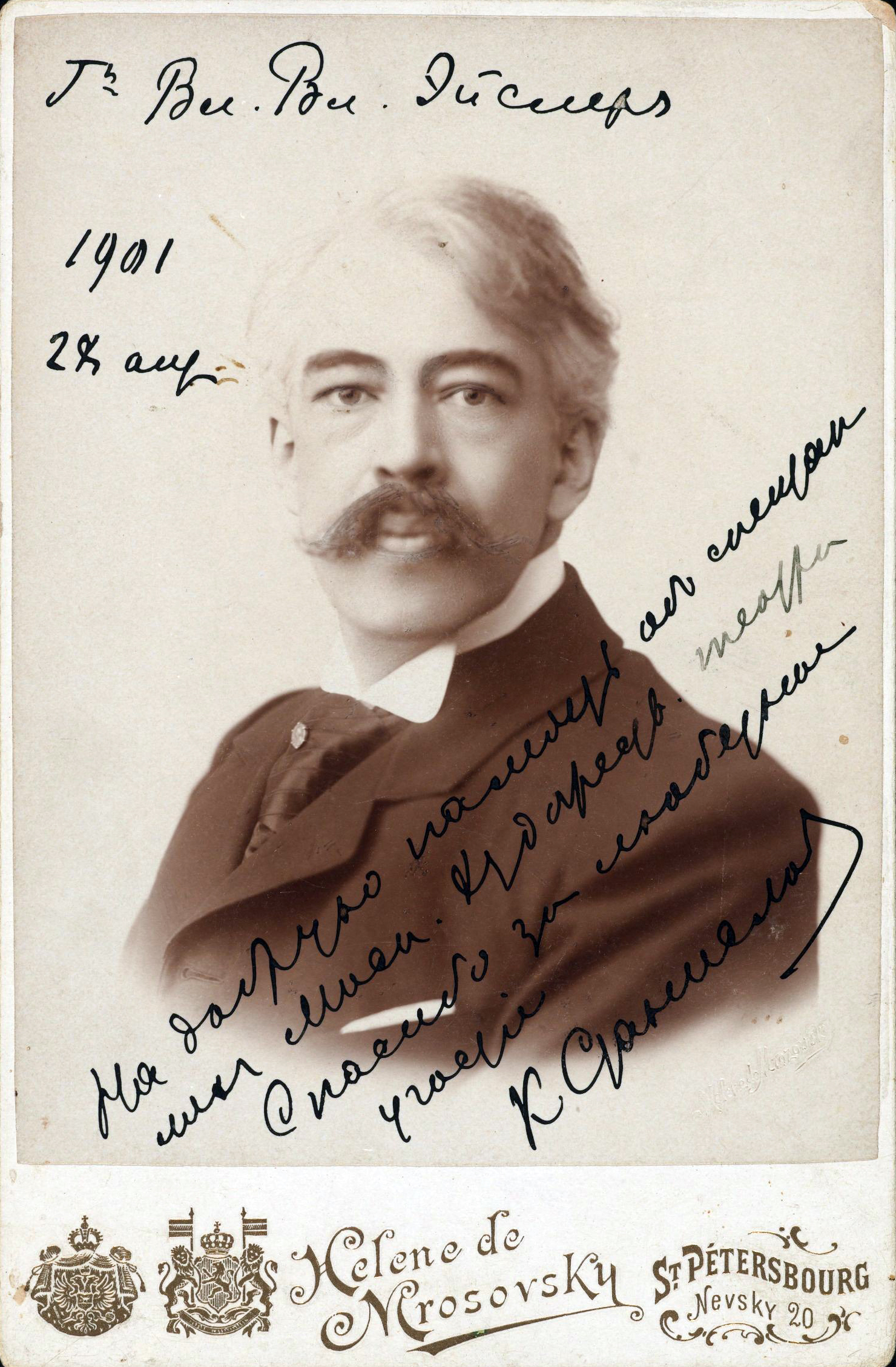
Stanislavski, ca. 1901

In 1888 stichtte Stanislavski het Gezelschap voor Kunst en Literatuur, waarmee hij negen jaar lang optrad en producties regisseerde.Tijdens deze periode ging Stanislavski als acteur door een crisis: hij wist niet wat het precies was dat hem zo succesvol maakte. Hij ging op zoek naar een nieuwe manier van acteren die de vrijheid van acteurs niet zou beknotten en schreef zijn bevindingen neer in My life in art en An actor prepares.
In 1897 ontmoette Stanislavski de succesvolle auteur Vladimir Nemirovitsj-Dansjenko en zij richten samen het Moskouse Kunsttheater op.
Ook Vsevolod Meyerhold, die later een bekend regisseur zou worden, debuteerde hier als acteur.
Toen hij Meyerhold tijdens repetities bezig zag en bemerkte hoe hij de jonge acteurs met ijzeren hand regisseerde, kwam Stanislavski tot het besef dat een acteur zich zo niet ten volle kon ontplooien. De acteur moest proberen om tijdens het spelen tot echte emotie te worden gebracht in plaats van de emoties puur te imiteren. Hiervoor vond hij een systeem uit, waarbij de acteur moest spelen alsof het echt is en daarbij moet putten uit de vaak diep verborgen herinneringen in zijn emotioneel geheugen.
Hij verwachtte ingeleefd spel, waarbij het onderscheid tussen de persoonlijke emoties van de speler en de emoties die hij vormgaf goeddeels wegviel. Stanislavski nam geen genoegen met de technische uitbeelding van toneelrollen. Stanislavski wenste emotionele overgave.
Het gezelschap debuteerde met groot succes, in oktober 1898, met Tsaar Fjodor Ioannovitsj van Aleksej Konstantinovitsj Tolstoj. Hun daaropvolgende voorstelling van De meeuw werd beschouwd als een prestatie van groot formaat. Bij de première in Sint-Petersburg was het stuk nog uitgefloten en wilde Tsjechov het toneel nog vaarwel zeggen, maar dankzij de ingrepen van regisseur Stanislavski werd het wel een succes. De geslaagde opvoering in Moskou bracht Tsjechov ertoe weer voor het toneel te gaan schrijven.

In de jaren daarna verwierf het Moskous Kunsttheater in Rusland een sterrenstatus en verkreeg het internationale vermaardheid met stukken als De kleine burgerman van Gorki, Een vijand van het volk en De blauwe vogel. Daarnaast speelde Stanislavski de hoofdrol in stukken als De kersentuin van Tsjechov en De laagvlaktes (Scènes uit het Russische leven). In 1912 opende hij De Eerste Studio, een opleiding voor jonge acteurs. Tien jaar later regisseerde hij Jevgeni Onegin, een opera van Pjotr Iljitsj Tsjaikovski.

## Latere jaren en nalatenschap
Het Moskouse Kunsttheater maakte van 1922 tot 1924 een wereldtournee door verschillende landen in Europa en de Verenigde Staten. Verschillende leden van het gezelschap besloten na de tournee in Amerika te blijven en gingen vervolgens de Stanislavski-methode onderwijzen aan acteurs als Lee Strasberg en Stella Adler.
Na de Russische Revolutie van 1917 kreeg Stanislavski kritiek omdat hij geen communistisch werk produceerde, maar hij was in staat om de unieke werkwijze van zijn gezelschap voort te zetten, zonder te buigen voor een van bovenaf opgelegde artistieke visie. Tijdens een uitvoering, ter gelegenheid van het dertigjarig bestaan van het Moskous Kunsttheater, kreeg Stanislavski een hartaanval. Zijn laatste jaren besteedde hij aan schrijven, regisseren en lesgeven. Hij stierf op 7 augustus 1938 in zijn geboortestad Moskou.